# Кордак
Кордак (перс. كردك) — село в Ірані, у дегестані Баят, у бахші Новбаран, шагрестані Саве остану Марказі. За даними перепису 2006 року, його населення становило 47 осіб, що проживали у складі 13 сімей.

## Клімат
Середня річна температура становить 11,52 °C, середня максимальна – 31,26 °C, а середня мінімальна – -11,20 °C. Середня річна кількість опадів – 271 мм.
| Клімат поселення                              | Клімат поселення | Клімат поселення | Клімат поселення | Клімат поселення | Клімат поселення | Клімат поселення | Клімат поселення | Клімат поселення | Клімат поселення | Клімат поселення | Клімат поселення | Клімат поселення | Клімат поселення |
| Показник                                      | Січ.             | Лют.             | Бер.             | Квіт.            | Трав.            | Черв.            | Лип.             | Серп.            | Вер.             | Жовт.            | Лист.            | Груд.            |                  |
| Середній максимум, °C                         | 5,41             | 7,17             | 12,68            | 18,80            | 23,66            | 29,64            | 31,26            | 30,92            | 26,06            | 19,83            | 12,84            | 6,93             |                  |
| Середня температура, °C                       | −2,91            | −1,13            | 4,39             | 10,50            | 15,36            | 21,34            | 25,07            | 24,72            | 19,88            | 13,64            | 6,64             | 0,74             |                  |
| Середній мінімум, °C                          | −11,2            | −9,43            | −3,92            | 2,20             | 7,06             | 13,04            | 18,88            | 18,52            | 13,68            | 7,44             | 0,44             | −5,45            |                  |
| Норма опадів, мм                              | 37               | 36               | 47               | 40               | 32               | 5                | 1                | 1                | 0                | 12               | 23               | 37               |                  |
| Середньомісячна швидкість вітру, м/с          | 1.98             | 2.59             | 3.08             | 3.28             | 2.70             | 2.60             | 2.63             | 2.50             | 2.24             | 2.20             | 1.72             | 2.00             |                  |
| Середньомісячна сонячна радіація, кДж/м²·день | 8564             | 11474            | 14261            | 17803            | 21996            | 26578            | 25947            | 23690            | 20256            | 14682            | 10515            | 8369             |                  |
| --------------------------------------------- | ---------------- | ---------------- | ---------------- | ---------------- | ---------------- | ---------------- | ---------------- | ---------------- | ---------------- | ---------------- | ---------------- | ---------------- | ---------------- |
| Джерело:                                      |                  |                  |                  |                  |                  |                  |                  |                  |                  |                  |                  |                  |                  |